# Tysk langhåret hønsehund
|  | Dublet Denne artikel handler om det samme som langhåret hønsehund. (Diskutér artiklen) |

Tysk langhår er en jagthund af gruppen af stående hunde.